# ابن عبد البر
أَبُو عُمَرَ يُوسُفُ بْنُ عَبْدِ اللهِ النَّمِرِيُّ المعروف بِٱبْنِ عَبْدِ البَرِّ (368–463 هـ) إمام وفقيه مالكي ومحدث ومؤرخ أندلسي، له العديد من التصانيف والكتب من أشهرها «الاستيعاب في معرفة الأصحاب» وهو في تراجم أصحاب النبي محمد صلى الله عليه وسلم.

## سيرته
ولد أبو عمر يوسف بن عبد الله بن محمد بن عبد البر بن عاصم في قرطبة، لأسرة من بني النمر بن قاسط في 25 ربيع الآخر 368. كان أبوه عبد الله فقيهًا، ومن أهل العلم في قرطبة. نشأ ابن عبد البر بقرطبة، وتعلّم الفقه والحديث واللغة والتاريخ من شيوخها، فدرس على يد أبي محمد عبد الله بن محمد بن عبد الرحمن بن أسد الجهني وأبي عمر أحمد بن محمد بن الجسور وأبي عمر أحمد بن عبد الله الباجي وأبي الوليد بن الفرضي الذي أخذ عنه الكثير من علم الحديث وقرأ عليه مسند مالك وأبي عمر الطلمنكي المقرئ. ولزم ابن عبد البر أبي عمر أحمد بن عبد الملك بن هاشم الفقيه الإشبيلي وطلب عنده الفقه، وسمع من أبي محمد عبد الله بن محمد بن عبد المؤمن سنن أبي داود و«الناسخ والمنسوخ» لأبي داود ومسند أحمد، وقرأ على محمد بن عبد الملك بن ضيفون تفسير محمد بن سنجر، وقرأ على أبي القاسم عبد الوارث بن سفيان «الموطأ الصغير» لابن وهب بروايته عن قاسم بن أصبغ عن ابن وضاح عن سحنون وغيره عن ابن وهب. وسمع من سعيد بن نصر موطأ مالك و«المشكل» لابن قتيبة ومسند الحميدي. وسمع من الحافظ أبي القاسم خلف بن القاسم بن سهل تصنيف عبد الله بن عبد الحكم، وسمع من الحسين بن يعقوب البجاني. وقرأ على عبد الرحمن بن عبد الله بن خالد الوهراني «موطأ ابن القاسم»، وسمع من يحيى بن عبد الرحمن بن وجه الجنة ومحمد بن رشيق المكتب وأحمد بن القاسم التاهرتي وأبي حفص عمر بن حسين بن نابل ومحمد بن خليفة الإمام وأبي زكريا الأشعري وأحمد بن فتح بن الرسّان وأبي المطرف القُنازعي والقاضي يونس بن عبد الله وأبي عمر أحمد بن عبد الملك بن المكوي وأبي عبد الله محمد بن عمروس القرطبي.
برع ابن عبد البر في في علوم الحديث والرجال والقراءات والخلاف في الفقه. وكان ابن عبد البر في بدايته ظاهريًا، ثم تحول إلى المالكية مع ميل إلى فقه الشافعي في مسائل. وألف الكثير من التصانيف والكتب في مختلف العلوم ومنها «التمهيد لما في الموطأ من المعاني والأسانيد» الذي قال عنه ابن حزم: «وهو كتاب لا أعلم في الكلام على فقه الحديث مثله، فكيف أحسن منه؟» و«الاستيعاب في معرفة الأصحاب» الذي قال عنه الضبي في كتابه «بغية الملتمس في تاريخ رجال أهل الأندلس»: «هو كتاب في أسماء المذكورين في الروايات والسير والمصنفات من الصحابة رضي الله عنهم والتعريف بهم وتلخيص أحوالهم ومنازلهم وعيون أخبارهم على حروف المعجم في أربعة أسفار، وهو كتاب حسن كثير الفائدة، رأيت أهل المشرق يستحسنونه جدًا ويُقدّمونه على ما ألف في بابه» و«جامع بيان العلم وفضله ومما ينبغي في روايته وحمله» و«الدرر في اختصار المغازي والسير» و«الشواهد في إثبات خبر الواحد» و«التقصي لما في الموطأ من حديث رسول الله ﷺ» و«أخبار أئمة الأمصار» و«البيان في تلاوة القرآن» و«التجويد والمدخل إلى علم القرآن بالتجويد» و«الاكتفاء في قراءة نافع وأبي عمرو بن العلا بتوجيه ما اختلفا فيه» و«الكافي في الفقه على مذهب أهل المدينة» و«اختلاف أصحاب مالك بن أنس واختلاف رواياتهم عنه» و«العقل والعقلاء وما جاء في أوصافهم عن الحكماء والعلماء» و«بهجة المجالس وأنس المجالس بما يجري في المذكرات من غرر الأبيات ونوادر الحكايات» الذي اختصره ابن ليون التجيبي وسماه «بغية المؤانس من بهجة المجالس» و«الاستذكار لمذاهب علماء الأمصار فيما تضمنه الموطأ من معاني الرأي والآثار» و«القصد والأمم في التعريف بأصول أنساب العرب والعجم» و«الإنباه على قبائل الرواة» و«الانتقاء لمذاهب الثلاثة العلماء مالك وأبي حنيفة والشافعي» و«الأجوبة الموعبة في الأسئلة المستغربة» و«الكنى» و«الإنصاف فيما في بسم الله من الخلاف» و«الفرائض» و«شرح زهديات أبي العتاهية» و«تجريد التمهيد في الموطأ من المعاني والأسانيد» و«الانصاف فيما بين العلماء من الاختلاف» و«نزهة المستمتعين وروضة الخائفين» و«ذكر التعريف بجماعة من الفقهاء أصحاب مالك».
كاتب ابن عبد البر علماء من أهل المشرق، فأجاز له أبو القاسم السقطي المكي وعبد الغني بن سعيد الحافظ وأبو ذر الهروي وأبو محمد بن النحاس المصري وأبو الفتح بن سيبخت وأحمد بن نصر الداودي. وقد حدّث عن ابن عبد البر الكثيرون منهم أبو الحسن طاهر بن مفوز المعافري وأبو بحر سفيان بن العاصي وابن أبي تليد وأبو علي الغساني وأبو محمد عبد الرحمن بن عبد العزيز بن ثابت وأبو داود سليمان بن نجاح وأبو محمد بن حزم وأبو العباس بن دلهاث الدلائي وأبو محمد بن أبي قحافة والحافظ أبو عبد الله الحميدي، وآخر من روى عنه بالإجازة علي بن عبد الله بن موهب الجذامي.
علا قدر ابن عبد البر عند علماء الحديث، فعدّه الذهبي حَافِظَ المَغْرِبِ، وقال عنه أبو علي الغساني: «لم يكن أحد ببلدنا في الحديث مثل قاسم بن محمد وأحمد بن خالد الجباب. ولم يكن ابن عبد البر بدونهما، ولا متخلفًا عنهما». قال عنه أبو الوليد الباجي: «لم يكن بالأندلس مثل أبو عمر بن عبد البر في الحديث» وقال أيضًا: «أبو عمر أحفظ أهل المغرب». وقال أبو عبد الله بن أبي الفتح: «كان أبو عمر أعلم من بالأندلس في السنن والآثار واختلاف علماء الأمصار»، وقال عنه الذهبي: «وكان في أصول الديانة على مذهب السلف، لم يدخل في علم الكلام، بل قفا آثار مشايخه رحمهم الله.»
جال ابن عبد البر في شرق الأندلس وغربها، فزار دانية وبلنسية وشاطبة، وتولى قضاء الأشبونة وشنترين في عهد المظفر بن الأفطس صاحب بطليوس. وتوفي ابن عبد البر في آخر ربيع الآخر 463 بشاطبة، وصلى عليه أبو الحسن طاهر بن مفوز المعافري.
ومن شعره ابن عبد البر:

## كتبه
- التمهيد لما في الموطأ من المعاني والأسانيد.
- الاستذكار الجامع لمذاهب فقهاء الأمصار وعلماء الأقطار.
- جامع بيان العلم وفضله.
- تجريد التمهيد في الموطأ من المعاني والأسانيد.
- الاستيعاب في معرفة الأصحاب.
- الإنباه على قبائل الرواة.
- الإنصاف فيما في بسم الله من الخلاف.
- الكافي في فقه أهل المدينة.
- أدب المجالسة وحمد اللسان.
- اختلاف أقوال مالك وأصحابه.
- الاستغناء في معرفة المشهورين من حملة العلم بالكنى.
- بهجة المجالس وأنس المجالس.
- الأجوبة عن المسائل المستغربة من كتاب البخاري.[17]

## وصلات خارجية
- ترجمة ابن عبد البر
- كتب ابن عبد البر[وصلة مكسورة]